# Coppa del Re dei Campioni 2024-2025
La Coppa del Re dei Campioni 2024-2025 è stata la 50ª edizione della Coppa del Re dei Campioni. Il torneo è iniziato il 22 settembre 2024 ed è terminato il 30 maggio 2025. L'Al-Hilal era la formazione detentrice del torneo.
La competizione è stata vinta dall'Al-Ittihad, alla sua decima coppa nazionale.

## Formula
La competizione si svolge su cinque turni ad eliminazione diretta in gara secca. Sono 32 le squadre qualificate al torneo.
Il club vincitore ottiene un posto per la fase a gironi della AFC Champions League Two 2025-2026.

## Squadre partecipanti
Sono 32 le formazioni partecipanti:
| Lega saudita professionistica 18 squadre della Lega saudita professionistica 2024-2025 | Prima Divisione 14 squadre della Saudi First League 2024-2025 |
| - Al-Ahli - Al-Ettifaq - Al-Fateh - Al-Fayha - Al-Hilal - Al-Ittihad - Al-Khaleej - Al-Kholood - Al-Nassr - Al-Okhdood - Al-Orobah - Al-Qadisiya - Al-Ra'ed - Al-Riyadh - Al-Shabab - Al-Taawoun - Al-Wahda - Damac | - Abha - Al-Adalah - Al-Ain Saudi - Al-Arabi Saudi - Al-Batin - Al-Bukayriyah - Al-Faisaly - Al-Hazem - Al-Jabalain - Al-Jandal - Al-Najma - Al-Safa - Al-Tai - Jeddah |

## Risultati

### Sedicesimi di finale
| Squadra 1         | Risultato       | Squadra 2      |
| ----------------- | --------------- | -------------- |
| 22 settembre 2024 |                 |                |
| Al-Okhdood        | 1 – 2           | Al-Arabi Saudi |
| Al-Qadisiya       | 4 – 1           | Al-Orobah      |
| Al-Wahda          | 1 – 1 (4-2 dtr) | Al-Faisaly     |
| 23 settembre 2024 |                 |                |
| Al-Fayha          | 4 – 0           | Al-Batin       |
| Al-Hazem          | 1 – 2           | Al-Nassr       |
| Al-Tai            | 5 – 2 (dts)     | Al-Khaleej     |
| Al-Ettifaq        | 2 – 0           | Al-Adalah      |
| Al-Ahli           | 1 – 2           | Al-Jandal      |
| 24 settembre 2024 |                 |                |
| Al-Bukayriyah     | 0 – 1           | Al-Hilal       |
| Al-Jabalain       | 2 – 0           | Al-Fateh       |
| Al-Ittihad        | 3 – 0           | Al-Ain Saudi   |
| Al-Kholood        | 1 – 3           | Al-Shabab      |
| 25 settembre 2024 |                 |                |
| Al-Najma          | 2 – 0           | Damac          |
| Abha              | 2 – 3 (dts)     | Al-Taawoun     |
| Jeddah            | 0 – 2           | Al-Ra'ed       |
| Al-Safa           | 1 – 3           | Al-Riyadh      |

### Ottavi di finale
| Squadra 1       | Risultato | Squadra 2      |
| --------------- | --------- | -------------- |
| 28 ottobre 2024 |           |                |
| Al-Riyadh       | 0 – 2     | Al-Shabab      |
| Al-Ittihad      | 2 – 0     | Al-Jandal      |
| Al-Wahda        | 1 – 2     | Al-Qadisiya    |
| 29 ottobre 2024 |           |                |
| Al-Najma        | 0 – 1     | Al-Ra'ed       |
| Al-Tai          | 1 – 4     | Al-Hilal       |
| Al-Nassr        | 0 – 1     | Al-Taawoun     |
| Al-Fayha        | 1 – 0     | Al-Arabi Saudi |
| 30 ottobre 2024 |           |                |
| Al-Jabalain     | 3 – 1     | Al-Ettifaq     |

### Quarti di finale
| Squadra 1      | Risultato       | Squadra 2   |
| -------------- | --------------- | ----------- |
| 6 gennaio 2025 |                 |             |
| Al-Ra'ed       | 1 – 1 (4-3 dtr) | Al-Jabalain |
| Al-Shabab      | 2 – 1           | Al-Fayha    |
| 7 gennaio 2025 |                 |             |
| Al-Taawoun     | 0 – 3           | Al-Qadisiya |
| Al-Hilal       | 2 – 2 (1-3 dtr) | Al-Ittihad  |

### Semifinali
| Squadra 1      | Risultato | Squadra 2 |
| -------------- | --------- | --------- |
| 1º aprile 2025 |           |           |
| Al-Ittihad     | 3 – 2     | Al-Shabab |
| 2 aprile 2025  |           |           |
| Al-Qadisiya    | 1 – 0     | Al-Ra'ed  |

### Finale
| Arbitro: | Maurizio Mariani |

|                              |           |                         |
| Benzema 34’, 90+4’ Aouar 43’ | Marcatori | 45+6’ (rig.) Aubameyang |